# Breaking Point (1989)
Breaking Point is een Amerikaanse televisiefilm uit 1989 onder regie van Peter Markle, met in de hoofdrollen Corbin Bernsen, Joanna Pacuła, John Glover en David Marshall Grant. Het is een remake van de film 36 Hours, die op zijn beurt gebaseerd was op het kortverhaal "Beware of the Dog" uit 1944 van Roald Dahl. De film werd op 18 augustus 1989 uitgezonden op TNT.

## Verhaal
Het verhaal speelt zich af op minder dan 72 uur voor van D-Day. Jefferson Pike (Corbin Bernsen) is een hoge Amerikaanse inlichtingenofficier die door de vijand gevangen wordt genomen. Pike is een van de weinige officieren die weet waar de geallieerden zullen toeslaan. De nazi's, die weten dat hij niet zal bezwijken aan marteling, bedenken een ingewikkeld plan om hem te misleiden. Ze bootsen een Amerikaans ziekenhuis na in Duitsland, waardoor Pike gelooft dat de oorlog voorbij is en dat hij herstelt van geheugenverlies. Zijn arts (John Glover) en verpleegster (Joanna Pacula) maken deel uit van een eliteteam van nazi-psychologen dat Pike ervan moet overtuigen om topgeheimen te onthullen. De druk op Pike om zijn "breekpunt" te bereiken neemt toe naarmate zijn ontvoerders hun inspanningen opvoeren om de cruciale informatie te verkrijgen.

## Rolverdeling
| Acteur               | Personage    |
| -------------------- | ------------ |
| Corbin Bernsen       | Pike         |
| Joanna Pacuła        | Anna / Diana |
| John Glover          | Dr. Gerber   |
| David Marshall Grant | Osterman     |
| Lawrence Pressman    | Gen. Smith   |
| Ken Jenkins          | Col. Lowe    |
| Dennis Creaghan      | Ungerland    |
| Joris Stuyck         | Braga        |
| Andrew Divoff        | Aide         |
| Kathryn Miller       | Catherine    |
| Douglas Roberts      | Dr. Johns    |
| John Alden           | Abbot        |
| Alan Toy             | Leroy        |